# 1.1.1.1
1.1.1.1 es un servicio gratuito de Sistema de nombres de dominio (DNS). El servicio público de DNS y los servidores son de propiedad de Cloudflare en sociedad con APNIC, y mantenidos por Cloudflare. El servicio funciona como un servidor de nombres recursivo que proporciona resolución de nombres de dominio para cualquier host en Internet. El servicio se anunció el 1 de abril de 2018, y, según Cloudflare, es "el servicio de DNS más rápido para el consumidor y el más rápido de Internet". El 11 de noviembre de 2018, Cloudflare anunció una versión móvil de su servicio 1.1.1.1 para iOS y Android.

## Servicio
El servicio DNS 1.1.1.1 opera servidores de nombres recursivos para uso público en las siguientes 12 direcciones IP:
|                 | 1.1.1.1                                          | 1.1.1.1 para familias                         | 1.1.1.1 para familias                       |
| Filtra dominios | No                                               | Si                                            | Si                                          |
| Pasa ECS        | No                                               | No                                            | No                                          |
| Valida DNSSEC   | Si                                               | Si                                            | Si                                          |
| DoH             | https://cloudflare-dns.com/dns-query             | https://security.cloudflare-dns.com/dns-query | https://family.cloudflare-dns.com/dns-query |
| DoT             | 1dot1dot1dot1.cloudflare-dns.com one.one.one.one | security.cloudflare-dns.com                   | family.cloudflare-dns.com                   |
| IPv4            | 1.1.1.1 1.0.0.1                                  | 1.1.1.2 1.0.0.2                               | 1.1.1.3 1.0.0.3                             |
| IPv6            | 2606:4700:4700::1111 2606:4700:4700::1001        | 2606:4700:4700::1112 2606:4700:4700::1002     | 2606:4700:4700::1113 2606:4700:4700::1003   |

Las direcciones se asignan al servidor operativo más cercano mediante el enrutamiento de cualquier difusión. El servicio DNS también está disponible para los clientes de Tor.

## Exposición al abuso
Los sitios web de tecnología señalaron que al usar 1.1.1.1 como la dirección IP para su servicio, Cloudflare expuso errores de configuración en configuraciones existentes que violaban los estándares de Internet (como RFC1918). 1.1.1.1 no era una dirección IP reservada, y muchos de los enrutadores existentes (en su mayoría los vendidos por Cisco Systems) y las compañías abusaron de alojar páginas de inicio de sesión en redes privadas, páginas de salida u otros fines, lo que hace imposible el enrutamiento adecuado de 1.1.1.1 en esos sistemas. Además, 1.1.1.1 está bloqueado en muchas redes y por múltiples proveedores de servicios de Internet (ISP) porque la simplicidad de la dirección significa que anteriormente se usaba de manera inadecuada con fines de prueba y no para uso legítimo. Estos usos anteriores han llevado a una gran afluencia de datos de basura a los servidores de Cloudflare.

## Limpieza de 1.1.1.1 y 1.0.0.1
El bloque de IP 1.0.0.0/8 se asignó en 2010 a APNIC; antes de este tiempo era espacio no asignado. Sin embargo, un espacio IP no asignado no es lo mismo que un espacio IP reservado para uso privado (llamado dirección IP reservada). Por ejemplo, AT&T ha dicho que está trabajando para solucionar este problema dentro de su hardware de CPE.

## Warp
En septiembre de 2019, Cloudflare lanzó un servicio VPN llamado WARP que está integrado en la aplicación 1.1.1.1. WARP se basa en la implementación WireGuard de Cloudflare escrita en Rust llamada BoringTun. Canaliza la conexión entre el dispositivo y el centro de datos de Cloudflare más cercano, aumentando la velocidad de conexión, cifrando datos y solicitudes de DNS. La ganancia de velocidad de conexión se logra convirtiendo el tráfico TCP a UDP (se admiten IPv4 e IPv6), resolución DNS dentro de la red de Cloudflare y acceso directo a sitios que utilizan la infraestructura de Cloudflare.
Como los puntos de salida de VPN están ubicados dentro del centro de datos más cercano, WARP no brindará acceso a contenido restringido geográficamente. Además, las direcciones IP reales de los usuarios se revelarán a los clientes CDN de Cloudflare, por lo que WARP no puede considerarse una medida de anonimato.

### WARP+
WARP+ dirige el tráfico de Internet de los usuarios a vías menos congestionadas utilizando la red troncal privada de Cloudflare llamada Argo, lo que lo hace mucho más rápido que el WARP básico. WARP+ es un plan de datos limitado; para obtener más datos para usar WARP+, los usuarios deben recomendar a más personas para que utilicen el servicio.

### WARP+ Unlimited
WARP+ Unlimited es un servicio de suscripción mensual pagado para asegurar más datos para usar en WARP+ sin límites de datos.